# Jacob Fleming
Jacob Fleming, född 24 februari 1640, död 12 juni 1689, var en svensk ädling, herre till egendomar i Estland och Finland, samt till Hålbonäs i Sköldinge socken, Hånö i Bälinge socken och till Mems slott i Östergötland.
Fleming var assessor i Kammarrevisionen från 1664 och kammarråd från 1666. Han var landshövding i Kronobergs län 1674–1676, i Närkes och Värmlands län 1676–1677, i Västernorrlands län 1677–1679 och i Västerbottens län 1679.